# Niké de Délos
La Niké de Délos, parfois nommée Niké d'Archermos, est une sculpture grecque archaïque en marbre découverte à Délos. Représentant une femme ailée, elle est le plus souvent interprétée comme étant une Niké, ayant peut-être été réalisée par le sculpteur chiote Archermos. Elle est conservée au musée national archéologique d'Athènes.

## Histoire
La Niké de Délos est découverte en 1877 lors des fouilles de Délos par l'équipe française de Théophile Homolle, qui publie la trouvaille deux ans plus tard dans le Bulletin de correspondance hellénique,. Les bras de la statue sont identifiés et rattachés au corps entre 1947 et 1950,.